# Championnat de France féminin de football de deuxième division 2003-2004
Navigation
Édition précédente Édition suivante
La Division 2 2003-2004  est la 16e édition du championnat de France féminin de football de seconde division. 
Le deuxième niveau du championnat féminin oppose vingt clubs français répartis en deux groupes de dix clubs, en une série de dix-huit rencontres jouées durant la saison de football. En fin de saison, les deux meilleures équipes de chaque groupe s'affrontent lors d'un tournoi final, où chaque équipe affronte une seule fois les trois autres.
Les deux clubs finissant aux premières places du tournoi final montent en Division 1 lors de la saison suivante alors que les deux derniers clubs de chaque groupe sont relégués en Division 3.
Lors de l'exercice précédent, l'USO Bruay-la-Buissière et le Stade quimperois ont été relégués après avoir fini aux deux dernières places de première division. Le COM Bagneux, l'AS Montigny, le Saint-Herblain OC et le FC Vendenheim ont, quant à eux, gagné le droit d'évoluer dans ce championnat après avoir remporté le tournoi final de troisième division. 
La compétition est remportée par le FC Vendenheim qui est promu en compagnie du FCF Condéen. Dans le bas du classement, l'USO Bruay-la-Buissière, le FC Félines Saint-Cyr, l'AS Nancy-Lorraine et l'ESTC Poitiers sont relégués en troisième division.

## Participants
Ce tableau présente les vingt équipes qualifiées pour disputer le championnat 2003-2004. On y trouve le nom des clubs, la date de création du club, l'année de la dernière accession à cette division, leur classement de la saison précédente, le nom des stades ainsi que la capacité de ces derniers.
Le championnat comprend deux groupes de dix équipes.
Légende des couleurs
- Relégué de Division 1.
- Promu de Division 3.

| \| Stade quimperois USO Bruay-la-Buissière FCF Condéen Tours FC ES Cormelles-le-Royal AS Saint-Quentin ESTC Poitiers Évreux ACF Saint-Herblain OC AS Montigny \| Localisation des clubs engagés dans le groupe A du championnat. |
| Stade quimperois USO Bruay-la-Buissière FCF Condéen Tours FC ES Cormelles-le-Royal AS Saint-Quentin ESTC Poitiers Évreux ACF Saint-Herblain OC AS Montigny                                                                       |

| Nom du club            | Date de création | Dernière accession | Classement 2002-2003 | Stade                          | Capacité |
| ---------------------- | ---------------- | ------------------ | -------------------- | ------------------------------ | -------- |
| Stade quimperois       | 1971             | 2003               | D1                   | Stade de Kerhuel               | 2 040    |
| USO Bruay-la-Buissière | 1977             | 2003               | D1                   | Complexe Léo Lagrange          | -        |
| FCF Condéen            | 1978             | 1995               | 3 (Gr A)             | Stade Robert Gossart           | -        |
| Tours FC               | -                | 2002               | 4 (Gr A)             | Stade de la Vallée du Cher (A) | -        |
| ES Cormelles-le-Royal  | 1992             | 2001               | 5 (Gr A)             | Stade Municipal                | -        |
| AS Saint-Quentin       | 1980             | 1999               | 6 (Gr A)             | Stade Philippe Roth            | -        |
| ESTC Poitiers          | 1970             | 1998               | 7 (Gr A)             | Stade Jean-Luc Gaboreau        | -        |
| Évreux ACF             | 1997             | 2000               | 8 (Gr A)             | Stade du 14 juillet            | 200      |
| Saint-Herblain OC      | 1973             | 2003               | D3                   | Stade Val de Chézine           | 300      |
| AS Montigny            | 1985             | 2003               | D3                   | Centre sportif de la Couldre   | 900      |

| \| FCF Monteux US Orléans SC Schiltigheim AS Nancy-Lorraine I Entente Saint-Maurice Yssingeaux FCF Lioujas FCF Valence FC Félines Saint-Cyr I FC Vendenheim COM Bagneux \| Localisation des clubs engagés dans le groupe B du championnat. |
| FCF Monteux US Orléans SC Schiltigheim AS Nancy-Lorraine I Entente Saint-Maurice Yssingeaux FCF Lioujas FCF Valence FC Félines Saint-Cyr I FC Vendenheim COM Bagneux                                                                       |

| Nom du club                      | Date de création | Dernière accession | Classement 2002-2003 | Stade                  | Capacité |
| -------------------------------- | ---------------- | ------------------ | -------------------- | ---------------------- | -------- |
| FCF Monteux                      | 1981             | 1997               | 1 (Gr B)             | Stade Bertier          | -        |
| US Orléans                       | -                | 2000               | 2 (Gr B)             | -                      | -        |
| SC Schiltigheim                  | -                | 2002               | 3 (Gr B)             | -                      | -        |
| AS Nancy-Lorraine                | -                | 2002               | 4 (Gr B)             | Stade Marcel-Picot (A) | -        |
| Entente Saint-Maurice Yssingeaux | -                | 2001               | 5 (Gr B)             | -                      | -        |
| FCF Lioujas                      | -                | 2002               | 6 (Gr B)             | -                      | -        |
| FCF Valence                      | -                | 1998               | 7 (Gr B)             | -                      | -        |
| FC Félines Saint-Cyr             | 1978             | 2000               | 8 (Gr B)             | -                      | -        |
| FC Vendenheim                    | 1974             | 2003               | D3                   | Stade Waldeck          | -        |
| COM Bagneux                      | 1975             | 2003               | D3                   | Stade Omnisports       | -        |

## Compétition

### Classement
Le classement est calculé avec le barème de points suivant : une victoire vaut quatre points, le match nul deux et la défaite un.
Critères utilisés pour départager en cas d'égalité au classement :
1. classement aux points des matchs joués entre les clubs ex æquo ;
2. différence entre les buts marqués et les buts concédés par chacun d’eux au cours des matchs qui les ont opposés ;
3. différence entre les buts marqués et les buts concédés sur la totalité des matchs joués dans le championnat ;
4. plus grand nombre de buts marqués sur la totalité des matchs joués dans le championnat ;
5. en cas de nouvelle égalité, une rencontre supplémentaire aura lieu sur terrain neutre avec, éventuellement, l’épreuve des tirs au but.

Classement du Groupe A
| Rang | Équipe                   | Pts | J  | G  | N | P  | Bp | Bc | Diff |
| ---- | ------------------------ | --- | -- | -- | - | -- | -- | -- | ---- |
| 1    | Tours FC                 | 63  | 18 | 14 | 3 | 1  | 57 | 14 | +43  |
| 2    | FCF Condéen              | 53  | 18 | 11 | 2 | 5  | 46 | 15 | +31  |
| 3    | Stade quimperois R       | 45  | 18 | 8  | 3 | 7  | 32 | 24 | +8   |
| 4    | ES Cormelles-le-Royal    | 45  | 18 | 8  | 3 | 7  | 33 | 34 | -1   |
| 5    | AS Saint-Quentin         | 45  | 18 | 8  | 3 | 7  | 31 | 35 | -4   |
| 6    | Évreux ACF               | 42  | 18 | 7  | 3 | 8  | 25 | 35 | -10  |
| 7    | Saint-Herblain OC P      | 41  | 18 | 6  | 5 | 7  | 34 | 29 | +5   |
| 8    | AS Montigny P            | 35  | 18 | 4  | 5 | 9  | 25 | 43 | -18  |
| 9    | USO Bruay-la-Buissière R | 32  | 18 | 3  | 5 | 10 | 25 | 48 | -23  |
| 10   | ESTC Poitiers            | 30  | 18 | 2  | 6 | 10 | 13 | 44 | -31  |

|  | Qualifié pour le tournoi final. |
|  | Relégué en Division 3. |
|  | R Relégué de Division 1 P Promu de Division 3. Pts points ; G victoires ; N match nuls ; P défaites Bp buts marqués ; Bc buts encaissés ; Diff différence de buts |

Classement du Groupe B
| Rang | Équipe                           | Pts | J  | G  | N | P  | Bp | Bc | Diff |
| ---- | -------------------------------- | --- | -- | -- | - | -- | -- | -- | ---- |
| 1    | FC Vendenheim P                  | 56  | 18 | 12 | 2 | 4  | 53 | 20 | +33  |
| 2    | SC Schiltigheim                  | 55  | 18 | 11 | 4 | 3  | 51 | 25 | +26  |
| 3    | FCF Monteux                      | 53  | 18 | 11 | 2 | 5  | 32 | 21 | +11  |
| 4    | Entente Saint-Maurice Yssingeaux | 48  | 18 | 9  | 3 | 6  | 39 | 32 | +7   |
| 5    | FCF Valence                      | 44  | 18 | 7  | 5 | 6  | 22 | 34 | -12  |
| 6    | COM Bagneux P                    | 39  | 18 | 6  | 3 | 9  | 14 | 18 | -4   |
| 7    | FCF Lioujas                      | 38  | 18 | 5  | 5 | 8  | 22 | 44 | -22  |
| 8    | US Orléans                       | 37  | 18 | 5  | 4 | 9  | 16 | 24 | -8   |
| 9    | FC Félines Saint-Cyr             | 32  | 18 | 3  | 5 | 10 | 17 | 30 | -13  |
| 10   | AS Nancy-Lorraine                | 27  | 18 | 3  | 3 | 12 | 17 | 35 | -18  |

|  | Qualifié pour le tournoi final. |
|  | Relégué en Division 3. |
|  | R Relégué de Division 1 P Promu de Division 3. Pts points ; G victoires ; N match nuls ; P défaites Bp buts marqués ; Bc buts encaissés ; Diff différence de buts |

Nota :
1. ↑  L'AS Nancy-Lorraine a trois points de pénalité pour non-conformité avec le règlement de la FFF.

### Résultats
Groupe A
Source : Championnat de France de D2 2003-2004 - Groupe A - Calendrier, sur statsfootofeminin.fr
| Résultats (▼dom., ►ext.)                                   | Bru | Con | Cor | Évr | Mon | Poi | Qui | S-H | S-Q | Tou |
| USO Bruay-la-Buissière                                     |     | 0-5 | 2-1 | 4-2 | 2-4 | 2-4 | 2-1 | 2-2 | 2-2 | 1-3 |
| FCF Condéen                                                | 2-0 |     | 1-1 | 0-1 | 2-0 | 4-0 | 0-0 | 2-0 | 5-0 | 0-1 |
| ES Cormelles-le-Royal                                      | 2-1 | 2-5 |     | 5-2 | 0-2 | 3-0 | 1-8 | 2-1 | 1-1 | 2-3 |
| Évreux ACF                                                 | 2-0 | 0-4 | 0-4 |     | 3-1 | 1-0 | 0-0 | 0-1 | 1-3 | 0-5 |
| AS Montigny                                                | 2-2 | 1-3 | 1-1 | 1-0 |     | 1-1 | 4-1 | 1-1 | 0-2 | 0-9 |
| ESTC Poitiers                                              | 3-3 | 2-1 | 0-1 | 1-1 | 1-1 |     | 0-2 | 1-1 | 0-4 | 0-0 |
| Stade quimperois                                           | 2-0 | 0-6 | 2-1 | 0-2 | 5-1 | 6-0 |     | 0-1 | 2-0 | 0-0 |
| Saint-Herblain OC                                          | 6-1 | 1-4 | 0-2 | 1-1 | 3-2 | 6-0 | 2-3 |     | 1-3 | 2-2 |
| AS Saint-Quentin                                           | 1-1 | 4-1 | 1-2 | 2-5 | 5-2 | 1-0 | 1-0 | 1-4 |     | 0-3 |
| Tours FC                                                   | 4-0 | 2-1 | 4-2 | 3-4 | 2-1 | 6-0 | 3-0 | 2-1 | 5-0 |     |
| - Victoire à domicile - Match nul - Victoire à l'extérieur |     |     |     |     |     |     |     |     |     |     |

Groupe B
Source : Championnat de France de D2 2003-2004 - Groupe B - Calendrier, sur statsfootofeminin.fr
| Résultats (▼dom., ►ext.)                                   | Bag | Fél | Lio | Mon | Nan | Orl | Yss | Sch | Val | Ven |
| COM Bagneux                                                |     | 0-0 | 1-1 | 2-0 | 1-0 | 3-2 | 2-0 | 0-2 | 0-1 | 0-2 |
| FC Félines Saint-Cyr                                       | 1-0 |     | 1-0 | 2-3 | 0-2 | 2-0 | 2-3 | 2-2 | 1-1 | 0-2 |
| FCF Lioujas                                                | 0-2 | 3-2 |     | 0-5 | 1-0 | 0-3 | 1-7 | 2-3 | 2-2 | 1-0 |
| FCF Monteux                                                | 2-0 | 2-1 | 1-0 |     | 2-1 | 0-1 | 3-4 | 1-0 | 0-1 | 2-0 |
| AS Nancy-Lorraine                                          | 0-1 | 1-1 | 1-2 | 1-2 |     | 1-0 | 1-1 | 1-3 | 3-0 | 0-5 |
| US Orléans                                                 | 1-0 | 1-1 | 1-1 | 0-0 | 2-1 |     | 0-2 | 1-4 | 3-0 | 0-0 |
| Entente Saint-Maurice Yssingeaux                           | 2-0 | 3-0 | 2-2 | 1-2 | 4-1 | 2-1 |     | 1-3 | 3-2 | 1-6 |
| SC Schiltigheim                                            | 1-0 | 3-0 | 9-1 | 3-3 | 6-1 | 1-0 | 2-2 |     | 6-0 | 0-4 |
| FCF Valence                                                | 1-0 | 2-0 | 2-2 | 0-1 | 1-1 | 2-0 | 1-0 | 2-2 |     | 4-3 |
| FC Vendenheim                                              | 2-2 | 2-1 | 2-3 | 4-3 | 3-1 | 4-0 | 3-1 | 4-1 | 7-0 |     |
| - Victoire à domicile - Match nul - Victoire à l'extérieur |     |     |     |     |     |     |     |     |     |     |

### Tournoi final
Le tournoi final du championnat oppose les deux meilleures équipes de chaque groupe lors d'un mini-tournoi à quatre. Les équipes affrontent une seule fois leurs trois adversaires selon un calendrier tiré aléatoirement.
Le classement est calculé avec le barème de points suivant : une victoire vaut quatre points, le match nul deux et la défaite un. Un bonus de deux points a été attribué aux deux équipes ayant terminé première de leur groupe.
Critères de départage en cas d'égalité au classement :
1. classement aux points des matchs joués entre les clubs ex æquo ;
2. différence entre les buts marqués et les buts concédés par chacun d’eux au cours des matchs qui les ont opposés ;
3. différence entre les buts marqués et les buts concédés sur la totalité des matchs joués dans le championnat ;
4. plus grand nombre de buts marqués sur la totalité des matchs joués dans le championnat ;
5. en cas de nouvelle égalité, une rencontre supplémentaire aura lieu sur terrain neutre avec, éventuellement, l’épreuve des tirs au but.

Classement
| Rang | Équipe          | Pts | J | G | N | P | Bp | Bc | Diff |
| ---- | --------------- | --- | - | - | - | - | -- | -- | ---- |
| 1    | FC Vendenheim P | 11  | 3 | 2 | 0 | 1 | 7  | 5  | +2   |
| 2    | FCF Condéen     | 8   | 3 | 1 | 2 | 0 | 6  | 4  | +2   |
| 3    | SC Schiltigheim | 7   | 3 | 1 | 1 | 1 | 4  | 5  | -1   |
| 4    | Tours FC        | 6   | 3 | 0 | 1 | 2 | 4  | 7  | -3   |

|  | Promu en Division 1. |
|  | P Promu de Division 3. Pts points ; G victoires ; N match nuls ; P défaites Bp buts marqués ; Bc buts encaissés ; Diff différence de buts |

Résultats
| 1re journée | 1re journée     | 1re journée | 1re journée     |
| Date        | Club            | Score       | Club            |
| ----------- | --------------- | ----------- | --------------- |
| 23/05/2004  | Tours FC        | 1-2         | SC Schiltigheim |
| 23/05/2004  | FC Vendenheim   | 1-3         | FCF Condéen     |
| 2e journée  |                 |             |                 |
| Date        | Club            | Score       | Club            |
| 30/05/2004  | SC Schiltigheim | 1-1         | FCF Condéen     |
| 30/05/2004  | Tours FC        | 1-3         | FC Vendenheim   |
| 3e journée  |                 |             |                 |
| Date        | Club            | Score       | Club            |
| 06/06/2004  | FCF Condéen     | 2-2         | Tours FC        |
| 06/06/2004  | FC Vendenheim   | 3-1         | SC Schiltigheim |

## Bilan de la saison
| Championnat de France féminin de football de deuxième division 2003-2004 |                           |
| Champion                                                                 | FC Vendenheim (1er titre) |
| Promotions et relégations                                                |                           |
| Promus en Division 1                                                     | FCF Condéen               |
| Promus en Division 1                                                     | FC Vendenheim             |
| Relégués en Division 2                                                   | US Compiègne              |
| Relégués en Division 2                                                   | ESOFV La Roche-sur-Yon    |

## Statistiques
Leaders du championnat
Évolution des classements
- Qualifié pour le Tournoi final du championnat.
- Relégué en Division 3.

| Club                   | 1  | 2  | 3  | 4  | 5  | 6  | 7  | 8  | 9  | 10 | 11 | 12 | 13 | 14 | 15 | 16 | 17 | 18 |
| ---------------------- | -- | -- | -- | -- | -- | -- | -- | -- | -- | -- | -- | -- | -- | -- | -- | -- | -- | -- |
| USO Bruay-la-Buissière | 4  | 10 | 10 | 6  | 7  | 7  | 5  | 6  | 4  | 7  | 8  | 9  | 8  | 8  | 9  | 9  | 9  | 9  |
| FCF Condéen            | 1  | 1  | 1  | 1  | 1  | 2  | 3  | 3  | 3  | 2  | 2  | 2  | 2  | 2  | 2  | 2  | 2  | 2  |
| ES Cormelles-le-Royal  | 8  | 3  | 4  | 7  | 4  | 4  | 6  | 7  | 5  | 4  | 5  | 5  | 5  | 4  | 3  | 3  | 3  | 4  |
| Évreux AC              | 9  | 4  | 6  | 8  | 9  | 10 | 10 | 10 | 10 | 10 | 9  | 8  | 9  | 9  | 8  | 7  | 7  | 6  |
| AS Montigny            | 2  | 5  | 5  | 3  | 3  | 5  | 4  | 5  | 8  | 8  | 7  | 7  | 7  | 6  | 7  | 8  | 8  | 8  |
| ESTC Poitiers          | 5  | 9  | 9  | 10 | 10 | 8  | 9  | 8  | 9  | 9  | 10 | 10 | 10 | 10 | 10 | 10 | 10 | 10 |
| Stade quimpérois       | 3  | 2  | 2  | 2  | 2  | 1  | 1  | 1  | 1  | 3  | 3  | 3  | 3  | 5  | 5  | 5  | 4  | 3  |
| Saint-Herblain OC      | 6  | 7  | 7  | 9  | 8  | 9  | 8  | 4  | 7  | 6  | 4  | 4  | 4  | 3  | 4  | 4  | 6  | 7  |
| AS Saint-Quentin       | 10 | 6  | 3  | 4  | 5  | 6  | 7  | 9  | 6  | 5  | 6  | 6  | 6  | 7  | 6  | 6  | 5  | 5  |
| Tours FC               | 7  | 8  | 8  | 5  | 6  | 3  | 2  | 2  | 2  | 1  | 1  | 1  | 1  | 1  | 1  | 1  | 1  | 1  |

| Club                             | 1  | 2  | 3  | 4  | 5  | 6  | 7  | 8  | 9  | 10 | 11 | 12 | 13 | 14 | 15 | 16 | 17 | 18 |
| -------------------------------- | -- | -- | -- | -- | -- | -- | -- | -- | -- | -- | -- | -- | -- | -- | -- | -- | -- | -- |
| COM Bagneux                      | 3  | 5  | 6  | 5  | 5  | 5  | 6  | 6  | 6  | 7  | 7  | 6  | 8  | 7  | 7  | 7  | 7  | 6  |
| FC Félines Saint-Cyr             | 6  | 6  | 8  | 8  | 9  | 9  | 8  | 7  | 8  | 6  | 6  | 7  | 9  | 9  | 9  | 8  | 9  | 9  |
| FCF Lioujas                      | 7  | 7  | 9  | 9  | 8  | 8  | 9  | 9  | 9  | 9  | 9  | 8  | 6  | 6  | 6  | 6  | 6  | 7  |
| FCF Monteux                      | 4  | 2  | 2  | 2  | 2  | 2  | 1  | 4  | 4  | 5  | 5  | 3  | 3  | 3  | 4  | 3  | 3  | 3  |
| AS Nancy-Lorraine                | 8  | 10 | 10 | 10 | 10 | 10 | 10 | 10 | 10 | 10 | 10 | 10 | 10 | 10 | 10 | 10 | 10 | 10 |
| US Orléans                       | 9  | 8  | 5  | 7  | 7  | 7  | 7  | 8  | 7  | 8  | 8  | 9  | 7  | 8  | 8  | 9  | 8  | 8  |
| Entente Saint-Maurice Yssingeaux | 10 | 9  | 7  | 6  | 4  | 4  | 4  | 3  | 2  | 2  | 2  | 2  | 2  | 2  | 3  | 4  | 4  | 4  |
| SC Schiltigheim                  | 5  | 3  | 4  | 4  | 6  | 6  | 5  | 5  | 3  | 3  | 3  | 4  | 4  | 4  | 2  | 1  | 2  | 2  |
| FCF Valence                      | 1  | 4  | 3  | 1  | 1  | 1  | 2  | 2  | 5  | 4  | 4  | 5  | 5  | 5  | 5  | 5  | 5  | 5  |
| FC Vendenheim                    | 2  | 1  | 1  | 3  | 3  | 3  | 3  | 1  | 1  | 1  | 1  | 1  | 1  | 1  | 1  | 2  | 1  | 1  |

Moyennes de buts marqués par journée
Ce graphique représente le nombre de buts marqués lors de chaque journée pour le groupe A. Il est également indiqué la moyenne total sur la saison qui est de 17,83 buts/journée.
Ce graphique représente le nombre de buts marqués lors de chaque journée pour le groupe B. Il est également indiqué la moyenne total sur la saison qui est de 15,72 buts/journée.